# Чибит
Чиби́т (алт. Чибит, в переводе: охра) — село в Улаганском районе Республики Алтай России. Образует Чибитское сельское поселение.

## География
Расположено на 783 км Чуйского тракта на высоте 1250 м, на реке Чибитке, которая впадает в Чую с северо-западной стороны.

## История
Образовано русскими миссионерами в 1801 году. Здесь находилось Родовое управление Первой Чуйской Волости.

## Население
| 2010 | 2011 | 2012 | 2013 | 2014 | 2015 | 2016 | 2017 | 2018 |
| ---- | ---- | ---- | ---- | ---- | ---- | ---- | ---- | ---- |
| 651  | ↗652 | ↗655 | ↗674 | ↘658 | ↘639 | ↘622 | ↗634 | ↘605 |
| 2019 | 2020 | 2021 |      |      |      |      |      |      |
| ↗614 | ↗618 | ↘526 |      |      |      |      |      |      |

## Инфраструктура
Есть АЗС, магазин, работает сотовая связь. На окраине села находится родник с чистейшей водой. На въезде, на берегу реки Чуи расположена турбаза «Надежда». Местные жители занимаются разведением коз, овец, крупного рогатого скота, лошадей.
Ведётся строительство малой ГЭС «Чибит» мощностью 24 МВт. Станция будет находиться на 1—2 км выше села. 
Возводится каменно-земляная плотины высотой 47 м и деривационный канал по левобережному склону долины реки. Строительство станции было включено в инвестиционную программу ОАО «РусГидро» на 2011—2013 годы. Начало строительства — 2010 год, окончание планировалось в 2013 году, однако к 2015 году строительство так и не было завершено. Размер инвестиций составляет 2 687 млн рублей в ценах 2011 года.

## Культура
В 1980-е годы Борис Каятов в Чибите основал самодеятельный эстрадный ансамбль. В 2012 году о жизни ансамбля был создан документальный фильм «Амаду», автором которого выступил тележурналист филиала ВГТРК ГТРК «Горный Алтай» Айсулу Кыйгасова.

## Фото

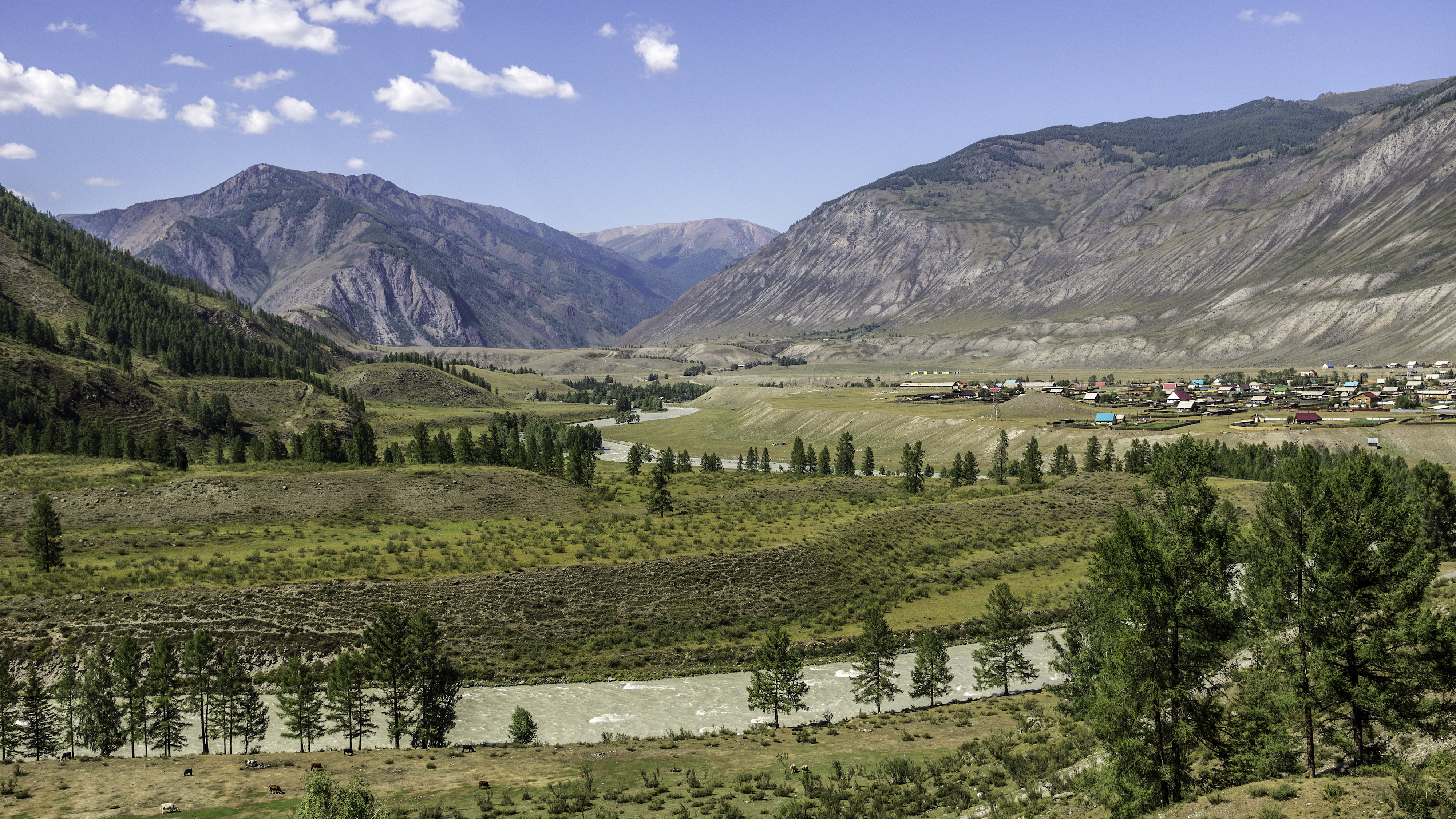
Чибит
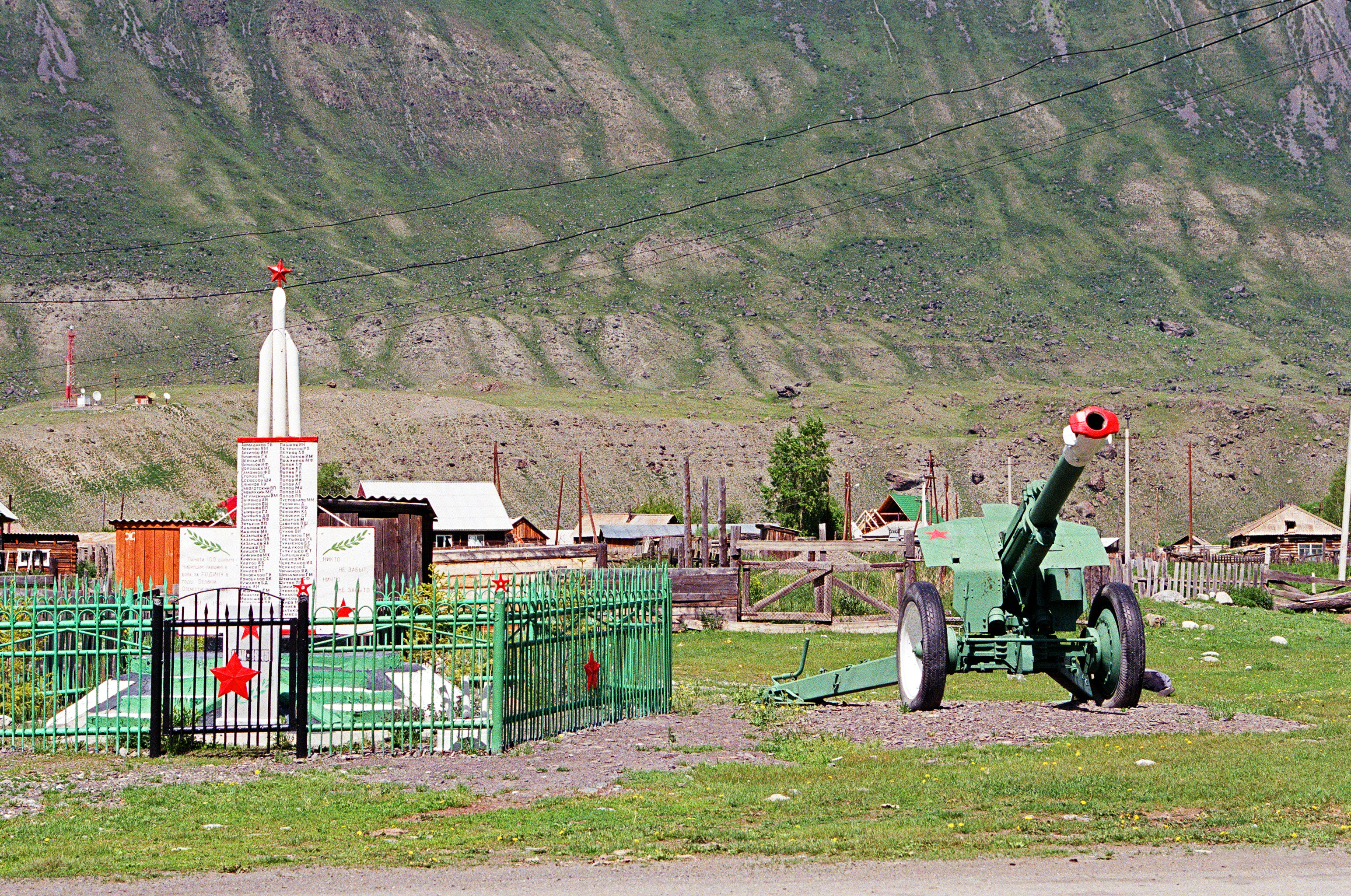
Чибит. Памятник ветеранам Великой Отечественной войны.

## Туризм
Из Чибита начинаются многие туристические маршруты, например, к Шавлинским озёрам, к бывшему озеру и леднику Машей.